# Magister militum
Magíster mílitum (различные переводы — магистр армии, магистр оружия, военный магистр лат. ) — высшая военная должность в эпоху Поздней Римской империи, введённая в результате военных реформ Константина Великого.

## Появление и развитие должности
Должность появилась в первой половине IV века, когда Константин Великий лишил префектов претория их военных функций. Первоначально были созданы две должности — магистра пехоты (лат. magister peditum) и магистра конницы (лат. magister equitum, эта должность существовала ещё в республиканском Риме), командовавшие, соответственно, пехотой и конницей (в состав их не входили дворцовые войска — scolares (схолы), и domestici et protectores (доместики-протекторы). Магистр пехоты при этом считался более старшим.
При наследниках Константина Великого должность также получила территориальную привязку: назначались отдельные magistri militum для каждой из четырёх префектур — Галлии, Италии, Иллирика и Востока (лат. per Gallias, per Italiam, per Illyricum, per Orientem), а также для диоцезов Фракии и Африки, при этом существовали и магистры, находящиеся непосредственно при императоре — они назывались (лат. magistri in praesenti)
Со временем и магистр пехоты, и магистр конницы начали командовать обоими родами войск, называясь magister militum. При этом данным термином назывались также офицеры-главнокомандующие, которым подчинялись магистры пехоты и конницы.
При одновременном командовании и конницей, и пехотой носитель должности также назывался магистр пехоты и конницы (лат. magister equitum et peditum) или (в Западной империи) магистр обоих войск (лат. magister utriusquae militiae). Так как в руках магистров армии было командование вооружёнными силами, они являлись весьма весомыми фигурами в государстве. Например, магистры пехоты Сильван и Ветранион во время правления Констанция II объявили себя императорами, опираясь на свои войска, а Стилихон и Рицимер обладали огромной властью, не претендуя на формальный титул.
Магистры армии в государственной табели о рангах имели высший чин, и, как и префекты претория, титуловались «сиятельными мужами» (лат. viri illustres).
Количество магистров армии постепенно увеличивалось, в VI веке Юстиниан I назначил магистров в Армению (лат. magister militum per Armeniam, ранее эта область подчинялась магистру Востока), отвоёванную у вандалов Африку (лат. magister militum per Africam) и захваченную у вестготов Южную Испанию (лат. magister militum Spaniae).
В течение VI века, в связи с внешними и внутренними трудностями, в удалённых провинциях возникла необходимость объединить в руках одного человека гражданскую и военную власть. Таким образом были образованы экзархаты в Карфагене и Равенне.
Титул также иногда использовался в раннесредневековой Италии для обозначения высшего военного командования (например, в Папском государстве и в Венеции, дожи которой считали себя наследниками экзарха Равенны).
В XII веке термин использовался для обозначения человека, организующего армию от имени политического или феодального лидера.